# Lý-Dynastie

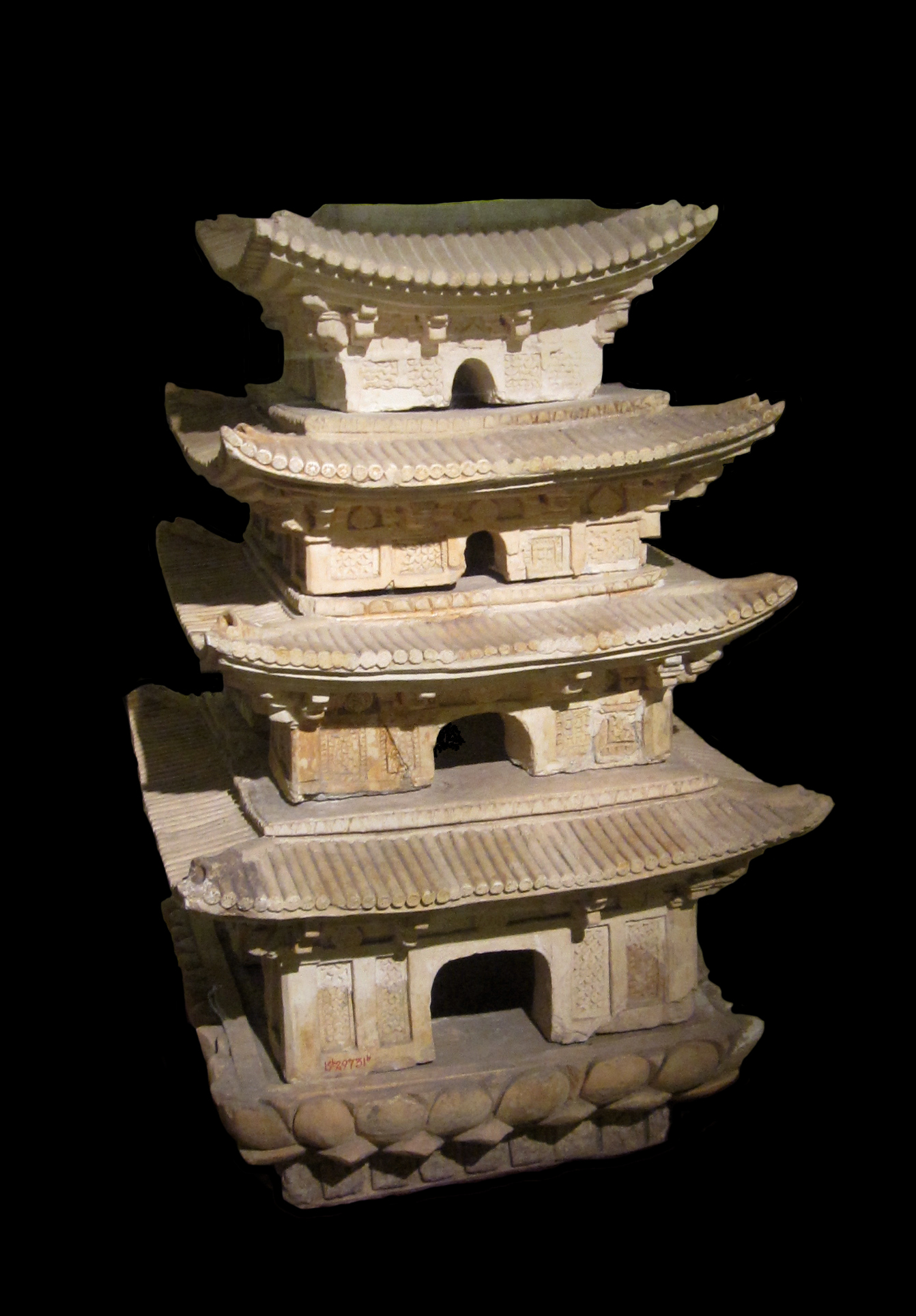
Keramik-Stupa mit Lotus, Bodhi-Blatt und Tänzer-Verzierungen, Hanoi (11. bis 13. Jahrhundert)

Die Lý-Dynastie (vietnamesisch: nhà Lý oder Lý triều, Hán tự: 家李 oder 李朝) ist eine vietnamesische Kaiserdynastie. Sie wird zur Abgrenzung von der Früheren Lý-Dynastie auch als Spätere Lý-Dynastie bezeichnet. Sie ist nicht zu verwechseln mit der ähnlich klingenden Lê-Dynastie.
Sie hatte neun Kaiser, die von 1009 bis 1225 regierten. Unter den großen Kaiserdynastien Vietnams ist sie eine der am längsten regierenden.
Der Gründer der Lý-Dynastie war Lý Công Uẩn, auch bekannt als Lý Thái Tổ. Lý Thái Tổ siedelte die Hauptstadt von Hoa Lư nach Đại La (dem heutigen Hanoi). Er änderte den Namen Đại La in Thăng Long um. Das Reich hieß nicht mehr Đại Cồ Việt, sondern ab 1054 Đại Việt.
Die Lý-Kaiser waren alle glühende Anhänger des Buddhismus. Während ihrer Herrschaft nahm der Buddhismus eine bedeutende Stellung als Religion ein. Doch die Kaiser regierten nach der Ideologie des Konfuzianismus. Die ersten Universitäten Văn miếu (Konfuziustempel) und Quốc tử giám (Kaiserliche Akademie) wurden 1070 und 1076 gegründet.
Die Zentralgewalt ging in die Hände des Herrscherhauses. Die Kaiser, dabei wurden besonders die ersten drei Kaiser Lý Thái Tổ, Lý Thái Tông, Lý Thánh Tông erwähnt, führten erfolgreich eine Reorganisation in Verwaltung und Justiz durch. Während der Zeit der Lý-Herrschaft erlebte das Land eine kulturelle, wirtschaftliche und religiöse Blüte.
Unter anderem schuf die Ly-Dynastie mit der 1076 in ihrer Hauptstadt Thang Long gegründeten Kaiserlichen Akademie  (Quốc Tử Giám) eine über folgende Dynastien bis in die Moderne bestehende Bildungsinstitution.
Eine chinesische Invasion 1075–1077 konnte unter Führung des vietnamesischen General Lý Thường Kiệt zurückgeschlagen werden.
Unter den späteren Kaisern verfiel das Reich. Viele von ihnen kamen im Kindesalter auf den Thron und waren unfähig, über das Land zu herrschen.
Der vorletzte Kaiser Lý Huệ Tông übergab den Thron seiner siebenjährigen Tochter Lý Chiêu Hoàng und ging ins Kloster. Lý Chiêu Hoàng wurde vom Minister Trần Thủ Độ gezwungen, seinen Neffen Trần Cảnh zu heiraten und 1225 auf den Thron zugunsten ihres Mannes zu verzichten. Ein Jahr später zwang Trần Thủ Độ Kaiser Lý Huệ Tông, der im Kloster war, Suizid zu begehen. Die Lý-Dynastie wurde nach 216-jähriger Herrschaft von der Trần-Dynastie abgelöst.
| Tempelname  | Postumer Name                                                                                | Persönlicher Name           | Regierungsjahre | Herrschaftsname | Königsgrab     |
| ----------- | -------------------------------------------------------------------------------------------- | --------------------------- | --------------- | --- | -------------- |
| Thái Tổ     | Thần Vũ Hoàng đế                                                                             | Lý Công Uẩn                 | 1009–1028       | Thuận Thiên (1010–1028) | Thọ Lăng       |
| Thái Tông   | Đại Hành Hoàng Đế                                                                            | Lý Phật Mã                  | 1028–1054       | Thiên Thành (1028–1034) Thông Thụy (1034–1039) Càn Phù Hữu Đạo (1039–1042) Minh Đạo (1042–1044) Thiên Cảm Thánh Vũ (1044–1049) Sùng Hưng Đại Bảo (1049–1054)                                                       | Thọ Lăng       |
| Thánh Tông  | Ứng Thiên Sùng Nhân Chí Đạo Uy Khánh Long Tường Minh Văn Duệ Vũ Hiếu Đức Thánh Thần Hoàng Đế | Lý Nhật Tôn                 | 1054–1072       | Long Thụy Thái Bình (1054–1058) Chương Thánh Gia Khánh (1059–1065) Long Chương Thiên Tự (1066–1068) Thiên Thống Bảo Tượng (1068–1069) Thần Vũ (1069–1072)                                                          | Thọ Lăng       |
| Nhân Tông   | Hiếu Từ Thánh Thần Văn Vũ Hoàng Đế                                                           | Lý Càn Đức                  | 1072–1127       | Thái Ninh (1072–1076) Anh Vũ Chiến Thắng (1076–1084) Quảng Hựu (1085–1092) Hội Phong (1092–1100) Long Phù (1101–1109) Hội Tường Đại Khánh (1110–1119) Thiên Phù Duệ Vũ (1120–1126) Thiên Phù Khánh Thọ (1127–1127) | Thiên Đức Lăng |
| Thần Tông   | Quảng Nhân Sùng Hiếu Văn Vũ Hoàng Đế                                                         | Lý Dương Hoán               | 1128–1138       | Thiên Thuận (1128–1132) Thiên Chương Bảo Tự (1133–1138) | Thọ Lăng       |
| Anh Tông    | -                                                                                            | Lý Thiên Tộ                 | 1138–1175       | Thiệu Minh (1138–1140) Đại Định (1140–1162) Chí Long Bảo Ứng (1163–1174) Thiên Cảm Chí Bảo (1174–1175) | Thọ Lăng       |
| Cao Tông    | -                                                                                            | Lý Long Trát (Lý Long Cán)  | 1175–1210       | Trinh Phù (1176–1186) Thiên Tư Gia Thụy (1186–1202) Thiên Gia Bảo Hựu (1202–1204) Trị Bình Long Ứng (1204–1210) | Thọ Lăng       |
| Huệ Tông    | -                                                                                            | Lý (Hạo) Sảm                | 1211–1224       | Kiến Gia | -              |
| Chiêu Hoàng | -                                                                                            | Lý Phật Kim (Lý Thiên Hinh) | 1224–1225       | Thiên Chương Hữu Đạo | -              |